# فرديناند هامل
فرديناند هامل (بالألمانية: Ferdinand Hummel)‏ هو موزع وعازف بيانو وملحن ألماني، ولد في 6 سبتمبر 1855 في برلين في ألمانيا، وتوفي بنفس المكان في 24 أبريل 1928.

## وصلات خارجية
- فرديناند هامل على موقع IMDb (الإنجليزية)
- فرديناند هامل على موقع ميوزك برينز (الإنجليزية)
- فرديناند هامل على موقع ديسكوغز (الإنجليزية)
- فرديناند هامل على موقع كينوبويسك (الروسية)